# نقطه تکین منفرد
در آنالیز مختلط، شاخه‌ای از ریاضیات، یک نقطهٔ تکین منفرد نقطه‌ایست که نقطه تکین دیگری در نزدیکی آن نباشد.
عدد مختلط z یک نقطهٔ تکین منفرد از تابع f است اگر یک دیسک باز به مرکز z وجود داشته باشد که f روی D − {z} هولومورفیک باشد.
هر نقطهٔ تکین از یک تابع مرومورفیک منفرد است، اما منفرد بودن نقاط تکین به تنهایی برای تضمین مرومورفیک بودن تابع کافی نیست. خیلی از ابزارهای مهم آنالیز مختلط مانند سری لوران و قضیه مانده نیاز دارند که نقاط تکین تابع منفرد باشند.

## مثال‌ها
- در تابع {\displaystyle {\frac {1}{z}}} 0 یک نقطهٔ تکین منفرد است.
- در تابع کسکانت csc(πz) هر عدد صحیح یک نقطهٔ تکین منفرد است.
- تابع {\displaystyle \csc \left({\frac {1}{\pi z}}\right)} یک نقطهٔ تکین در ۰ دارد که منفرد نیست، زیرا که در عکس هر عدد صحیح که به دلخواه به صفر نزدیک باشد نقاط تکین دیگری نیز وجود دارد (با این وجود خود این عکس‌ها تکینهای منفردند).

## لینکهای خارجی
- Weisstein, Eric W. "Singularity". MathWorld.
- Singularities Zeros, Poles by John H. Mathews